# Apogonia illiberalis
Apogonia illiberalis är en skalbaggsart som beskrevs av Kobayashi 2010. Apogonia illiberalis ingår i släktet Apogonia och familjen Melolonthidae. Inga underarter finns listade i Catalogue of Life.